# Africada uvular sonora
La africada uvular sonora es un raro sonido consonántico , que se usa en algunos idiomas hablados . Los símbolos del Alfabeto Fonético Internacional que representan este sonido son ⟨ ɢ͡ʁ ⟩ y ⟨ ɢ͜ʁ ⟩ . Se puede omitir la barra de unión, dando como resultado ⟨ ɢʁ ⟩ .

## Características
Características de la africada uvular sonora:
•Su forma de articulación es africada , lo que significa que se produce primero deteniendo el flujo de aire por completo y luego permitiendo que el aire fluya a través de un canal estrecho en el lugar de la articulación, lo que provoca turbulencia.
•Su lugar de articulación es uvular , lo que significa que se articula con la parte posterior de la lengua (el dorso) en la úvula .
•Su fonación es sonora, lo que significa que las cuerdas vocales vibran durante la articulación.
•Es una consonante oral , lo que significa que el aire solo puede escapar por la boca.
•Es una consonante central , lo que significa que se produce al dirigir la corriente de aire a lo largo del centro de la lengua, en lugar de hacia los lados.
•El mecanismo de la corriente de aire es pulmonar , lo que significa que se articula empujando el aire únicamente con los músculos intercostales y el diafragma , como en la mayoría de los sonidos.

## Aparece en

### Uvular
| Idioma | Palabra | AFI      | Significado | Notas                                                          |  |  |  |
| Ekagi  | gaati   | [ɢ͡ʁaːti] | 'diez'      | alofono velar lateral [ɡ͡ʟ] antes de vocales anteriores [ɡ͡ʟ] b. |  |  |  |